# Ferdinand Bonaventura I. von Harrach

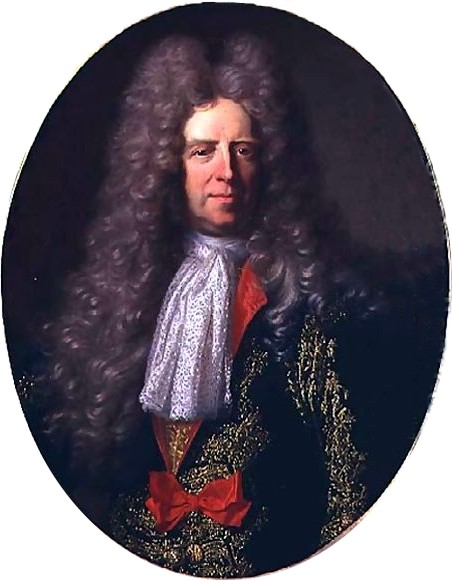
Ferdinand Bonaventura Reichsgraf von Harrach von Hyacinthe Rigaud

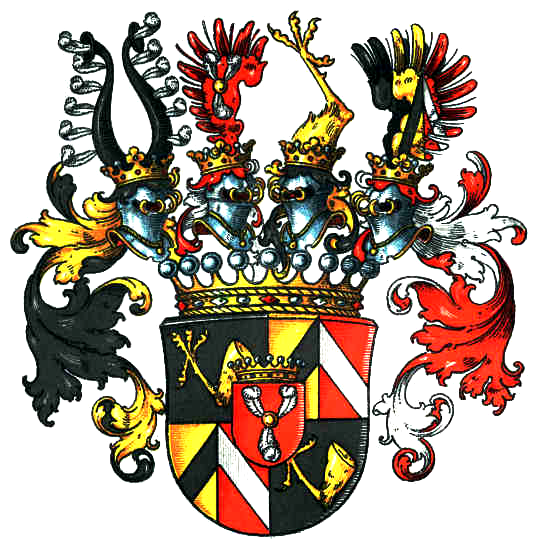
Wappen der Grafen von Harrach zu Rohrau und Thannhausen

Ferdinand Bonaventura I. Reichsgraf von Harrach zu Rohrau, Freiherr zu Bruck und Pürrhenstein (* 14. Juli 1637; † 15. Juni 1706 in Karlsbad) war ein österreichischer Adeliger, kaiserlicher Diplomat, Staatsmann, Kämmerer, wirklicher Geheimer Rat sowie Ritter des Ordens vom Goldenen Vlies. Er wurde 1673 zum Obersterblandstallmeister in Österreich ob und unter der Enns ernannt, wurde 1676 Gesandter in Spanien und nach seiner Rückkehr 1677 Geheimer Staatsrat. Im Jahre 1697 übernahm er als Botschafter am Spanischen Hof den wichtigsten diplomatischen Posten, da es darum ging, die Erbfolge nach König Karl II. von Spanien aus der spanischen Linie des Hauses Österreich für die österreichische Linie dieses Hauses in der Person von Erzherzog Karl von Österreich, den jüngeren Sohn von Kaiser Leopold I. insbesondere gegen französische und auch gegen bairische Ansprüche – durchzusetzen, was ihm trotz intensiver Bemühungen wegen entgegenstehender Machtinteressen europäischer Staaten letztlich nicht gelang.
Zurückgekehrt nach Wien wurde er zum 1698 zum kaiserlichen Obersthofmeister ernannt und wurde Direktor des geheimen Staats-Konferenzrates, übernahm damit den Vorsitz der Staatskonferenz und die Leitung der Außenpolitik. Er begleitete Kaiser Leopold I. 1705 bei dessen Ableben, nahm hochbetagt am 22. September 1705 an der Erbhuldigung für Kaiser Joseph I. teil und verstarb selbst am 15. Juni 1706 bei einer Kur in Karlsbad in Böhmen.
In Erinnerung blieb er als näherer Stammvater seiner Familie und als Erbauer des Palais Harrach in Wien, das 300 Jahre in Familienbesitz blieb.

## Herkunft
Ferdinand Bonaventura I. Graf von Harrach stammte aus der österreichischen Uradelsfamilie Harrach, aus der sein Vorfahre Leonhard IV. von Kaiser Karl V. am 4. Jänner 1552 in den Reichsfreiherrenstand und später sein Großvater Karl Freiherr von Harrach am 6. November 1627 in den Reichsgrafenstand erhoben wurde, wobei gleichzeitig die reichsfreie Herrschaft Rohrau zu einer Reichsgrafschaft erhoben wurde.

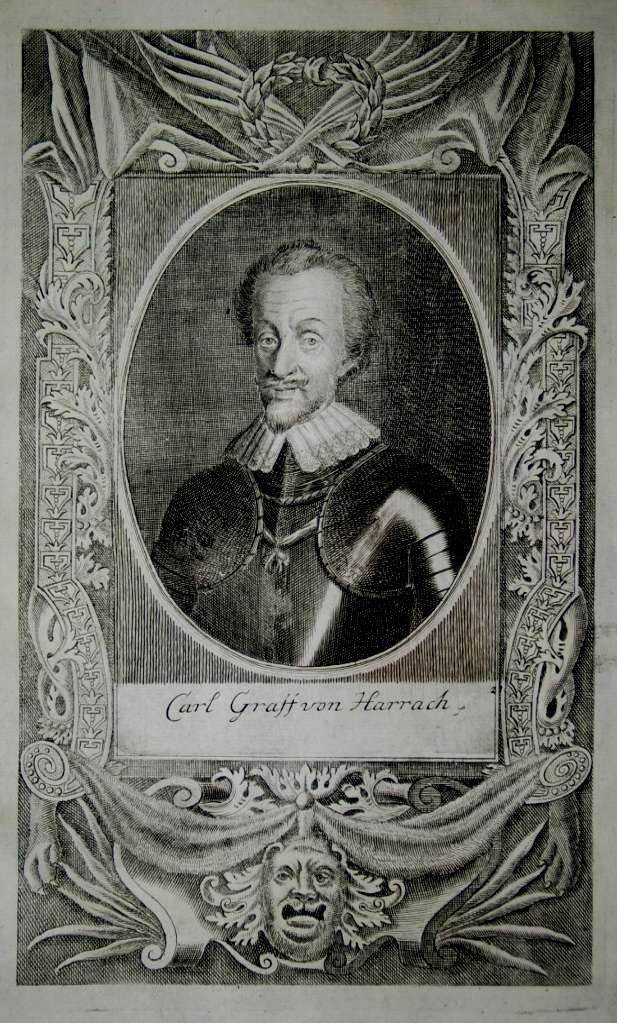
Karl Graf von Harrach

Der Großvater von Ferdinand Bonaventura I., Karl Leonhard Reichsgraf von Harrach zu Rohrau Freiherr zu Bruck und Pyrrhenstein (* 1570 in Schloss Rohrau; † 1628 in Prag), war über seine Mutter, die Gräfin Maria Jakobäa von Hohenzollern (* Juli 1549; † 1573), die eine Tochter von Karl Graf von Hohenzollern († 1576), der Reichserbkämmerer und Reichshofratspräsident des Heiligen Römischen Reichs war, und der Anna Markgräfin von Baden-Durlach (1512–1579), einer Tochter des Markgrafen Ernst von Baden-Durlach († 1579) mit hochrangigen europäischer Dynastien – und entfernt sogar mit dem Haus Österreich – verwandt.
Karl Graf Harrach heiratete Maria Elisabeth Freiin von Schrattenbach (* 15. Februar 1575; † Wien, 10. Jänner 1653). Sie war Hofdame von Marie Erzherzogin von Österreich, Tochter des Maximilian von Schrattenbach (* 1. August 1537; † 1618), der seit 15. November 1587 Herr zu Heggenberg und Osterwitz und seit 24. Jänner 1598 Freiherr von Schrattenbach, Erzherzoglicher Geheimer Rat und Kämmerer, Hauptmann und Vizedom zu Cilli und seit 1598 Oberst-Erbland-Vorschneider in der Steiermark war und dessen Ehefrau Anna Grasswein, eine Tochter des Ritters Wilhelm Grasswein auf Weyer und Orth und der Helene von Herberstein.

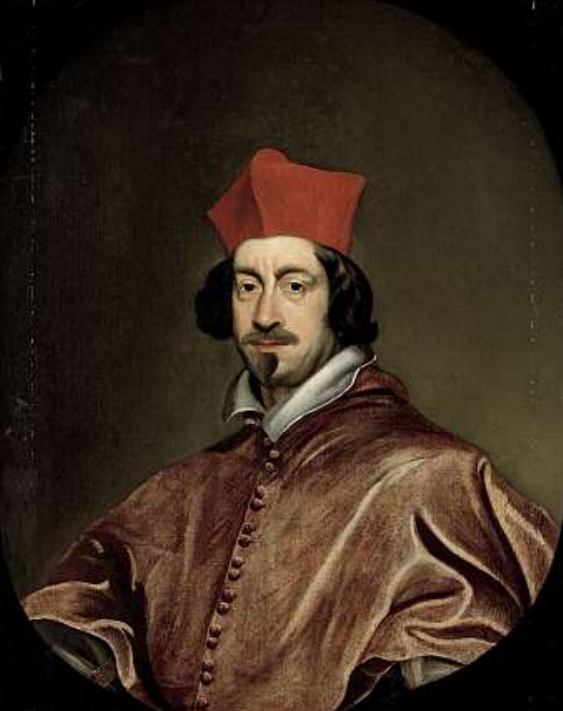
Kardinal, Erzbischof von Prag Ernst Adalbert, Reichsgraf von Harrach, Onkel von Ferdinand Bonaventura I.

Von Karls fünf Söhnen wurde Ernst Adalbert von Harrach (* 4. November 1598 in Wien; † 25. Oktober 1667 ebenda) Erzbischof des Erzbistums Prag und Fürstbischof des Bistums Trient sowie Kardinal.
Durch seine Tochter Isabella Gräfin von Harrach wurde Karl von Harrach zum Schwiegervater von Generalfeldmarschall Albrecht Wenzel Eusebius von Waldstein Herzog von Friedland, Herzog von Mecklenburg Grafen von Waldstein (* 1583; † 1634).

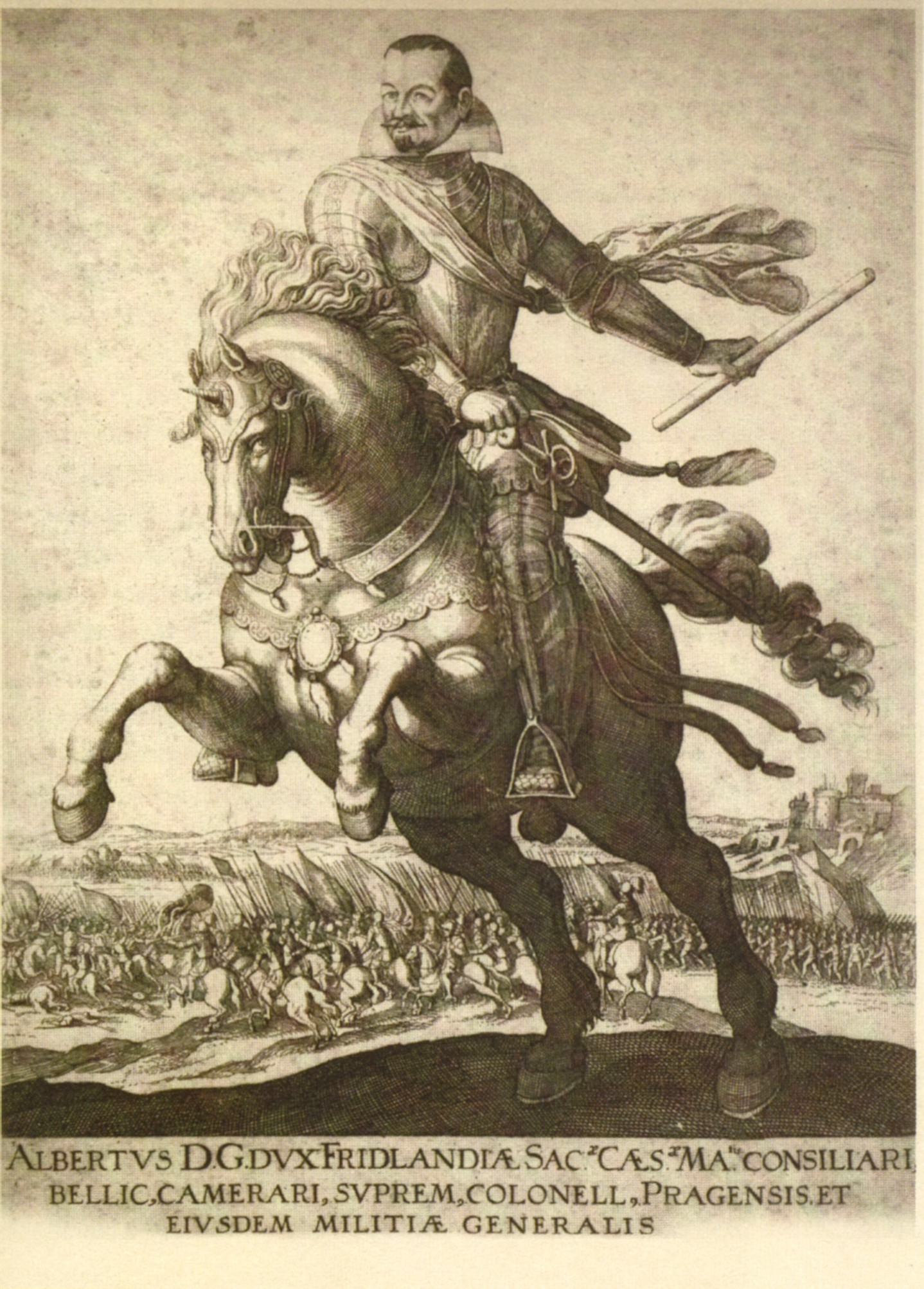
Wallenstein Reiterbild, angeheirateter Onkel von Ferdinand Bonaventura I.

Der Vater von Ferdinand Bonaventura I., Otto Friedrich Reichsgraf von Harrach zu Rohrau († 1639), der fünfte Sohn von Graf Karl, war kaiserlicher Kämmerer, Inhaber eines Regiments zu Fuß, nahm am 6. November 1632 an der Schlacht bei Lützen teil und erbte von seinem Schwager Wallenstein die Herrschaften Branna und Lomnitz in Böhmen. Er war seit 7. Oktober 1635 mit Lavinia Thecla Gonzaga Gräfin von Novellara (* 14. Oktober 1607; † 7. Mai 1639), einer Tochter des Camillo Gonzaga Graf von Novellara und Bagnolo und der Caterina d’Avalos d’Aquino d’Aragona (* 16. August 1586 in Urbino; † 23. Mai 1618) aus dem Haus der Fürsten von Francavilla und Montesarchio verheiratet. Es war deren zweite Ehe, da sie die Witwe von Wratislaw I. Graf von Fürstenberg (* 31. Januar 1584 in Prag; † 10. Juli 1631 in Wien) war.

## Leben
Ferdinand Bonaventura war der einzige Sohn des Grafen Otto Friedrich von Harrach, des Stifters der noch blühenden jüngeren Linie des Hauses, wuchs mit seiner einzigen Schwester Maria Elisabeth Reichsgräfin von Harrach zu Rohrau auf, die später Karl Ferdinand Graf von Waldstein heiratete und am 23. Mai 1710 verstarb.

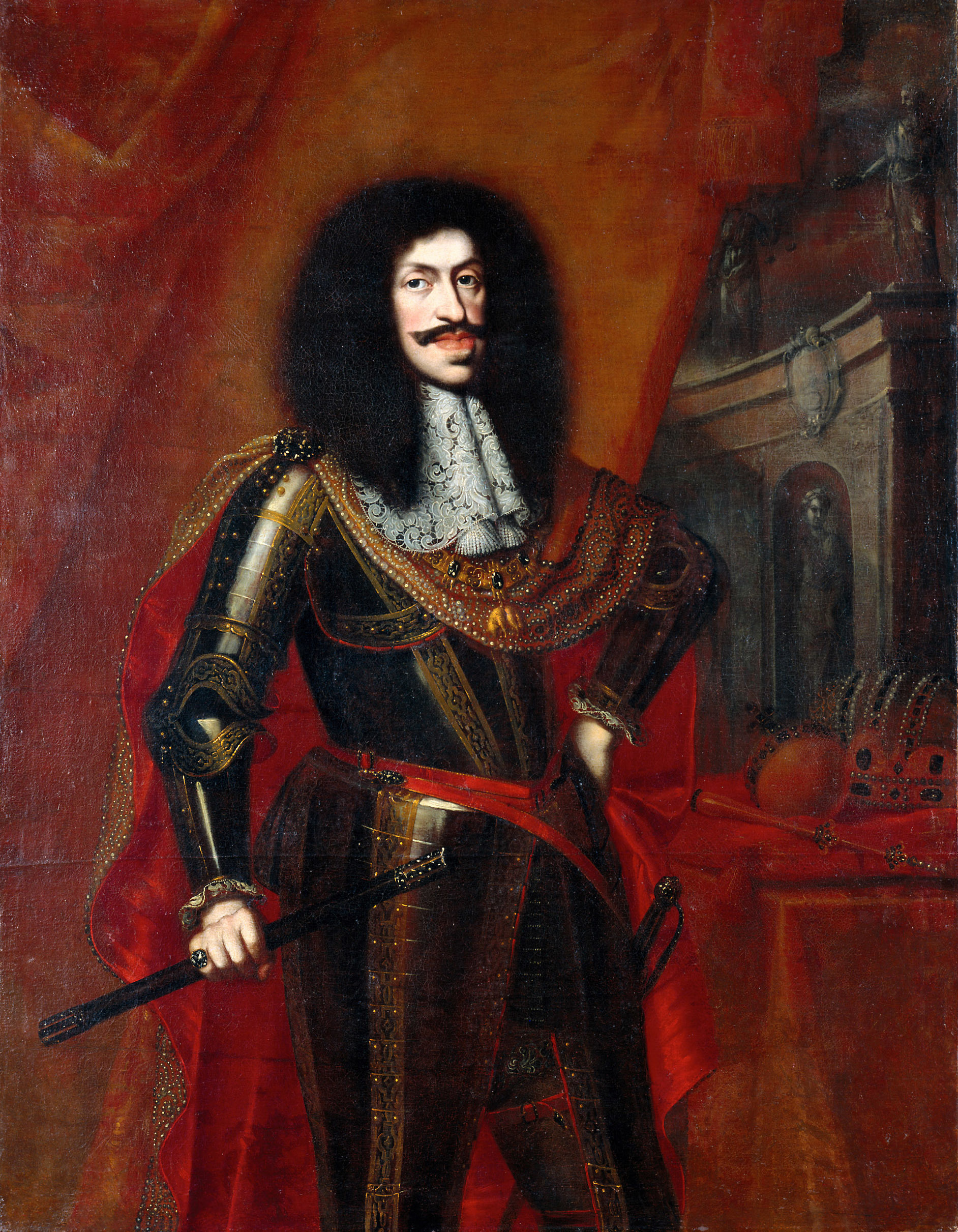
Kaiser Leopold II., dem Harrach als Freund und Vertrauter diente

Er kam früh an den kaiserlichen Hof, war Kämmerer von Erzherzog Leopold (* 9. Juni 1640 in Wien; † 5. Mai 1705), noch bevor dieser 1658 als Kaiser Leopold I. auf den Thron folgte und wurde von diesem nach der Thronbesteigung 1659 zum kaiserlicher Reichs-Hofrat und wirklichem Kämmerer ernannt.

### Diplomatische Missionen
Harrachs diplomatische Missionen standen im Schatten der Frage der spanischen Thronfolge, die ein Fixpunkt diplomatischer Bemühungen seiner Zeit war, da Karl II., der als Haupt der spanischen Linie des Hauses Österreich von 1665 (bis 1675 unter der Regentschaft seiner Mutter Maria Anna von Österreich (1634–1696)) bis zu seinem Tod im Jahre 1700 als König von Spanien und des dazugehörigen Weltreiches regierte, trotz zweier Ehen nicht nur kinderlos, sondern auch kränklich war.
Dabei war das zu erwartende Erbe einmalig, denn es war eines der größten Imperien der Geschichte, da es nicht nur eine Reihe europäischer Königreiche und Territorien, sondern darüber hinaus große Teile Lateinamerikas und in Asien das Inselreich der Philippinen umfasste, wodurch dort tatsächlich „die Sonne niemals unterging“. Es war daher verständlich, dass dies nicht nur am kaiserlichen Hof in Wien, sondern in fast allen europäischen Staatskanzleien Gegenstand strategischer Planungen war.
In Wien, wo dies naturgemäß ein Dauerthema war, schwankte man zwischen der offiziellen These, wonach Kaiser Leopold I. als nächster agnatischer Verwandter „naturgemäß“ alles erben würde und der erheblich realistischeren Erwartung, zumindest wesentliche Teile zu erben.
Aus dieser zweiten Überlegung heraus hatte Johann Weikhard Reichsfürst von Auersperg (* 1615; † 1677), der Obersthofmeister und erste Minister Österreichs, im Jänner 1688 mit dem französischen Gesandten in Wien Leopold von Grémonville unter größter Geheimhaltung einen Vertrag ausgearbeitet, der die Aufteilung des spanischen Erbes zwischen Kaiser Leopold I. und König Ludwig XIV. vorsah. Demnach sollte Österreich zwar den größeren Teil, Frankreich jedoch die Spanischen Niederlande, die Freigrafschaft Burgund, das Königreich Neapel und das Königreich Navarra sowie die Philippinen erhalten.

#### Gesandter in Frankreich

Ludwig XIV. König von Frankreich

Vor diesem Hintergrund wurde Graf Harrach im Jahre 1669 als kaiserlicher Gesandter nach Frankreich entsandt, da König Ludwig XIV. von Frankreich den Kaiser gebeten hatte, Taufpate seines zweitgeborenen Sohnes Philippe Charles von Frankreich, Herzog von Anjou (* 11. August 1668; † 10. Juli 1671) zu übernehmen. Graf Harrach – inzwischen kaiserlicher Kämmerer und seit 1661 Ritter des Ordens vom Goldenen Vlies – begab sich daher nach Paris, um das kaiserliche Antwortschreiben zu überreichen und im Namen des Kaisers den Herzog Philipp von Orléans um die Stellvertretung zu ersuchen.
Er traf im Februar 1669 in Paris ein, wo am 24. März die Taufe des jungen Herzogs von Anjou stattfand, und hatte daher Gelegenheit, mit der Familie von König Ludwig XIV. und wesentlichen Ministern in Kontakt zu treten und den Geheimvertrag zu unterstützen.
Harrach trat daher zufrieden seine Rückreise nach Österreich an.

#### Entwicklung des Umfeldes
Tatsächlich kam jedoch dieser Geheimvertrag nie zustande, da er grundlegenden Interessen Spaniens – das auf Unteilbarkeit bestand – und auch Österreichs – nämlich dem nominellen Anspruch auf das ganze Erbe bzw. der Einsicht von Kaiser Leopold, dass er die ihm zufallenden Territorien kaum erfolgreich gegen Frankreich verteidigen könnte – widersprach.
Trotz strengster Geheimhaltung hatte man in Spanien Wind von diesem geplanten Teilungsabkommen Wind bekommen, was in Madrid zu großer Empörung und zu einem so starken Rückschlag für den Einflusses Österreich am spanischen Hof führte, dass selbst Gefahr bestand, dass die Mutter von König Karl II., Maria Anna von Österreich, die Regentschaft in Spanien verlieren könnte.
In Wien benutzte der ehrgeizige Präsident des Hofrates, Fürst Wenzel Eusebius von Lobkowicz (* 1609; † 1677), das spanische Fiasko dazu, seinen Rivalen, den Obersthofmeister Fürst Auersperg, zu stürzen, der am 10. Dezember 1669 aus allen seinen Ämtern entlassen wurde, da er verdächtig war, Frankreich übermäßige Konzessionen eingeräumt zu haben, um dadurch bei König Ludwig XIV. die Ernennung zum Kardinal zu erlangen.
Auch international gab es Rückschläge, da es Ludwig XIV. 1669 gelang, zwei mächtige Staaten des Reiches – das Kurfürstentum Brandenburg und den Herzog von Bayern – durch Aussichten auf Überlassung gewisser Teile der österreichischen Länder zu einer Allianz mit Frankreich zu bewegen, worauf er 1670 das Herzogtum Lothringen besetzte. Wien war zu schwach, um dem entgegenzutreten – da im Osten von einem Aufstand in Ungarn unter Stefan Rakoczi und Stefan Bocskai gebunden – und musste mit Frankreich 1671 einen Neutralitätsvertrag abschließen. In der Folge lehnte Leopold I. sich verstärkt an England und niederländische Republik an.
Innenpolitisch versuchte Kaiser Leopold sich nach einer überstandenen Krankheit von den Beratern zu emanzipieren, die ihn seit Beginn seiner Herrschaft vor 15 Jahren begleitet hatten und dominierend geworden waren. Dies galt insbesondere für den Obersthofmeister Fürst Lobkowicz und für Hofkammerpräsident Graf Sinzendorf, deren Politik oft nicht seinen Intentionen entsprach, weshalb er sich dazu entschloss, selbst das Amt des ersten Ministers zu übernehmen. Dies gelang ihm durch die Entlassung von Lobkowicz im Oktober 1673, wobei er sich in der Folge auf jüngere Berater stützte, die wie Harrach durch Diskretion und Effizienz sein volles Vertrauen erworben hatten und darauf verzichteten, selbst Politik zu machen. Harrach, der sich als diskreter Berater bewährt hatte, wurde von Kaiser Leopold dafür zum Erbland-Stabelmeister in Österreich ob und unter der Enns ernannt.

### Gesandter in Spanien

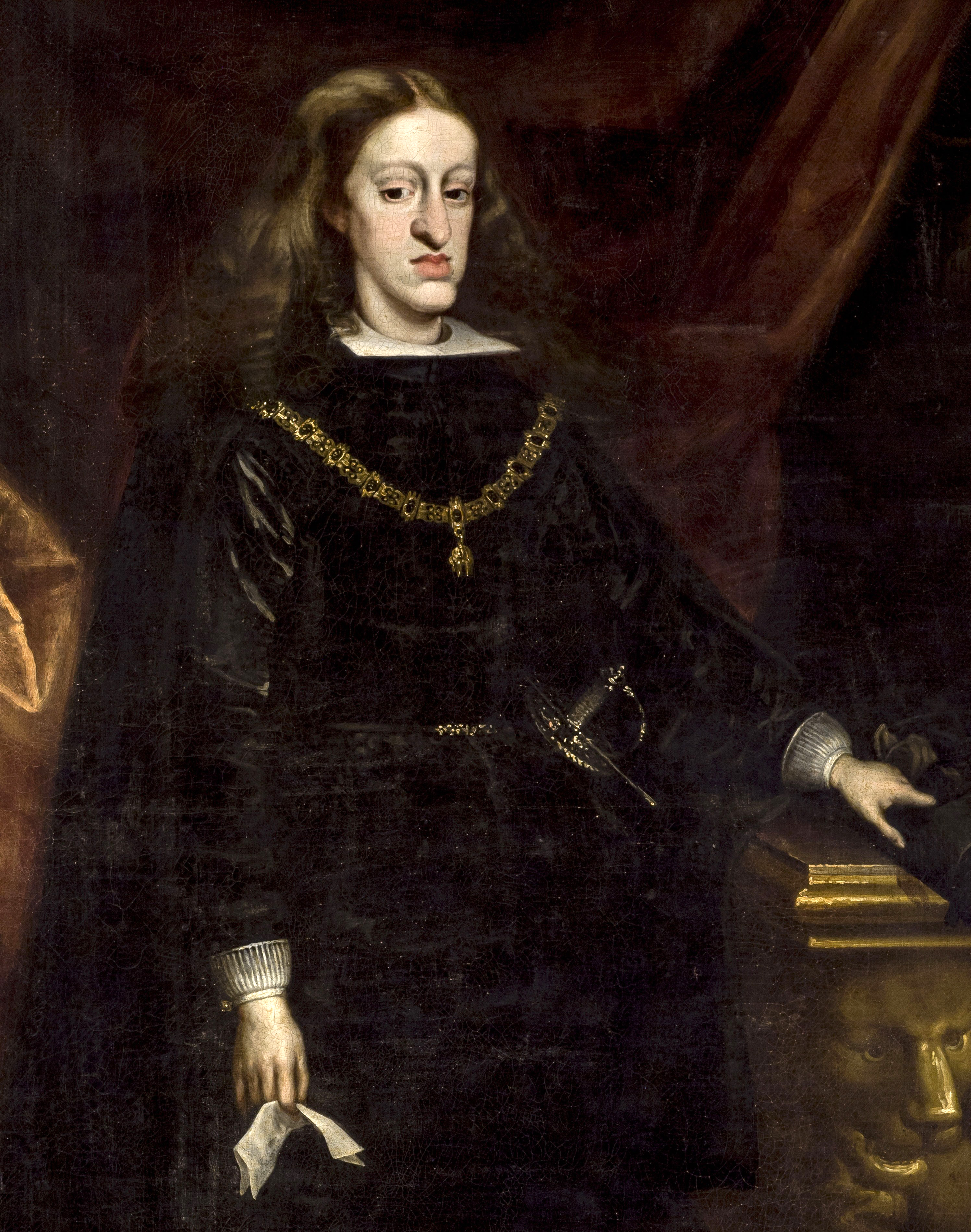
Karl II. König von Spanien aus dem Haus Österreich

Im Sinne dieser Erneuerungspolitik wurde Harrach im Sommer 1673 der vielleicht wichtigste diplomatische Posten übertragen, indem er als Gesandter an den spanischen Hof entsandt wurde.
Zeitlich könnte das Ableben der – spanischen – Gemahlin von Kaiser Leopold im März 1673 eine Rolle spielen, in der Substanz ging es darum, die durch den missglückten geheimen Teilungsvertrag gestörten bilateralen Beziehungen wieder auf das gewohnt freundschaftliche Niveau zu heben und die Allianz gegen die laufenden Expansionsbestrebungen von König Ludwig XIV. – nicht zuletzt durch Subsidien – zu stärken.
In Madrid regierte seit 1665 Karl II. aus der spanischen Linie des Hauses Österreich, der damals noch unverheiratet war, aber mit der österreichischen Linie seines Hauses eng verbunden war. Dies, da seine Mutter, die Königin-Witwe Maria Anna von Österreich (1634–1696) eine Erzherzogin von Österreich und Schwester von Kaiser Leopold I. war, die während der Minderjährigkeit von König Karl II., der 1665 als Vierjähriger auf den spanischen Thron gefolgt war und auch nachher, wegen der gesundheitlichen Probleme ihres Sohnes wiederholt als Regentin des Königreiches eine bedeutende Rolle spielte. Außerdem war Karls Tante die Infantin von Spanien und Erzherzogin von Österreich Maria Anna von Spanien (1606–1646) die Mutter von Kaiser Leopold I. und Karls Schwester Margarita Theresa von Spanien (* 12. Juli 1651 in Madrid; † 12. März 1673 in Wien) die Gemahlin von Kaiser Leopold I.
Harrachs Entsendung steht im Zusammenhang mit der Wende der Politik von Kaiser Leopold, der sich von den seit Jahren tonangebenden Beratern wie Obersthofmeister Fürst Lobkowicz und Hofkammerpräsident Graf Sinzendorf zunehmend emanzipierte, Lobkowicz im Oktober 1673 entließ, da er selbst als Premierminister agieren wollte, was er tatsächlich ab 1674 tat. Harrach blieb drei Jahre in Madrid und kehrte 1676 nach Wien zurück.

### In Wien
In Wien wurde Harrach 1677 zum geheimen Konferenzrat bestellt und 1684 zum Oberst-Stallmeister ernannt und stand dadurch regelmäßig in engem Kontakt mit Kaiser Leopold I., den er vielfach auch auf Jagden begleitete. Er traf sich vielfach auch mit dem Kaiser zu vertraulichen Gesprächen, um über öffentliche Angelegenheiten der Regierung zu beraten, allerdings ohne dass sich Harrach bemüht hätte, Einfluss auf die Staatsgeschäfte zu nehmen. Er wurde durch seine zurückhaltende und einnehmende Art und dadurch, dass er niemals durch persönliche Wünsche und Interventionen lästig fiel, zum Vertrauensmann und zum persönlichen Freund des Kaisers.
Harrach erlebte als geheimer Konferenzrat alle wesentlichen politischen Entwicklungen. So etwa den Zweifrontenkrieg des Kaisers gegen die Türkei und gegen Frankreich. Er erlebte in Wien im September 1683 die Erste Wiener Türkenbelagerung und am 12. September die – erfolgreiche – Schlacht um Wien, während Kaiser Leopold I. mit seiner Familie in Linz uns später in Passau in Sicherheit weilte. Anschließend beobachtete Harrach von Wien aus den Vorstoß kaiserlicher Truppen nach Ungarn, die siegreiche Schlacht bei Móhacs im Jahr 1687 und 1688 die Eroberung Belgrads.
Im selben Jahr 1688 eröffnete jedoch der König von Frankreich Ludwig XIV. im Westen einen Krieg gegen das Reich, indem er wegen entfernter Erbansprüche in die Pfalz einfiel was zu dem „Neunjährigen Krieg“ gegen Frankreich führte.

### Botschafter in Madrid

#### Kampf um die spanische Thronfolge

Das spanische Weltreich

Wie eng das Vertrauensverhältnis Harrachs zu Kaiser Leopold I. war, zeigt der Umstand, dass der Kaiser ihn 1696 zum außerordentlichen und bevollmächtigten kaiserlichen Botschafter am spanischen Hof bestimmte und ihm damit die Aufgabe übertrug, die Verhandlungen über eine Frage größter Bedeutung für das Haus Österreich zu führen – nämlich über die Frage der Nachfolge nach dem vorhersehbaren Erlöschen der spanischen Linie des Hauses Österreich, da deren letzter Vertreter – König Karl II. von Spanien, der seit 1665 regierte, schwer erkrankt war und keine Nachkommen hatte.
Die Frage der spanischen Thronfolge nach dem zu erwartenden kinderlosen Ableben von König Karl II. war keineswegs eine bloß innerfamiliäre, dynastische Frage unter Habsburgern, sondern eine entscheidende Frage der europäischen Politik, da sie durch die Größe des von Spanien beherrschten Territoriums – sowohl in Europa wie in Übersee – das Potential hatte, das bestehende labile Gleichgewicht der Mächte völlig zu verändern. Es stellte daher die bisherigen politischen und militärischen Auseinandersetzungen mit Frankreich weit in den Schatten.
Der Kampf hatte naturgemäß zwei Ebenen: Die eine Ebene waren die bilateralen, verwandtschaftlichen und persönlichen Beziehungen zwischen den beiden Zweigen des Hauses Österreich. Auf dieser Ebene sollte Harrach als kaiserlicher Botschafter und Botschafter des österreichischen Zweiges des Hauses Österreich gegenüber König Karl II. und den weiblichen Verwandten des Königs, sowie gegenüber den Persönlichkeiten am Hof zu Madrid die Einsetzung der österreichischen Cousins als Erben des spanischen Imperiums erreichen.
Die andere entscheidende Ebene – die der Durchsetzung dieser Pläne im kontradiktorischen Streit europäischer Mächte mit eigenen Erbansprüchen bzw. Bedenken gegen eine übermäßige Machtkonzentration in einer Hand zwecks Erhaltung des Gleichgewichtes der europäischen Mächte, war lag weit über der Einflussmöglichkeit Harrachs, war Sache des Hofes in Wien und oft – ohne Rücksicht auf den Hof in Wien – Sache der betroffenen Staaten.

##### Instruktionen Harrachs
Um seine Mission erfolgreich erfüllen zu können, hatte man Harrach in Wien – wohl nicht ohne seine Mitwirkung – Grundlagen für seine Argumentation mitgegeben.

###### Agnatische Thronfolge
Seine primäre Aufgabe wäre es dabei, König Karl II. und die ihn beeinflussenden Familienmitglieder, Minister und Berater davon zu überzeugen, dass das Königreich Spanien ein jahrhundertealtes Familienerbe des Hauses Österreich sei, und es auf Grund der bestehenden agnatischen Erbfolge rechtlich unbestreitbar sei, dass dieses Erbe mit dem Ende der spanischen Linie des Hauses – d. h., mit dem Tod von König Karl II. – naturgemäß an die österreichische Linie des Hauses fallen würde.

###### Gleichgewichtspolitik
Machtpolitisch würde die Vereinigung der österreichischen mit den umfangreichen spanischen Herrschaftsgebieten – „in denen die Sonne nicht unterging“ – das europäische Gleichgewicht wesentlich und insbesondere zum Nachteil Frankreichs verändern, das nicht ganz zu Unrecht eine Einkreisung befürchtete – im Süden durch Spanien, im Norden durch die spanischen Niederlande und im Osten durch das Heilige Römische Reich, in dem die österreichischen Habsburger als Kaiser regierten.
Auch England und die Niederlande waren um den Erhalt des europäischen Gleichgewichtes besorgt und bemühten sich daher, die Nachfolge weder Frankreich noch Österreich, sondern einem dritten, erheblich machtloseren Kandidaten, wie etwa dem Kurfürsten von Bayern zu überlassen.
Um die zu erwartenden Bedenken und den Widerstand insbesondere Englands und der Niederlande gegen eine derartige Machtkonzentration in einer Hand zu entschärfen, sah man in Wien vor, weder den Kaiser selbst noch dessen ältesten Sohn Erzherzog Josef als Erben vorzusehen, sondern dessen jüngeren Sohn, Erzherzog Karl als Erben vorzuschlagen. Damit würde – wie seinerzeit nach dem erfolgreichen Modell der Aufteilung der habsburgischen Territorien zwischen Kaiser Karl V. und Erzherzog Ferdinand der Zusammenschluss zu einem übermächtigen Machtblock, der das europäische Gleichgewicht zerstören könnte, effektiv verhindert werden.

###### Weibliche Erbfolge
Trotz dieser Argumente und Vorkehrungen war jedoch nicht ganz auszuschließen, dass dieses „an sich unabweisbare“ Argument wider Erwarten nicht zum Tragen kommen könnte, indem insbesondere von französischer Seite von der in österreichischer Sicht „natürlichen“ agnatischen Erbfolge abgegangen und eine weibliche Erbfolge ins Spiel gebracht würde.
Auf diesen Fall hatten sich beide Seiten bereits in der Vergangenheit durch entsprechende Eheverbindungen vorbereitet, die jedoch durch mangelnde Übersichtlichkeit und mehrfache Überschneidungen eine klare Entscheidung bezüglich der Erbfolge nicht gerade erleichterten:
So war König Philipp IV., der von 1621 bis 1665 in Spanien regierte, ein Sohn der Erzherzogin von Margarete von Österreich (1584–1611). Er war in erster Ehe mit Élisabeth de Bourbon, einer Schwester von König Ludwig XIII. von Frankreich, und in zweiter Ehe mit einer österreichischen Prinzessin Maria Anna von Österreich (1634–1696) – einer Schwester von Kaiser Leopold I. und Tochter des Königs Philipp III. von Spanien – verheiratet, wobei König Karl II. von Spanien aus der zweiten Ehe stammt.
Auch die Schwestern von König Philipp IV. wurden ausgewogen verheiratet: Die Infantin Anna von Spanien (1601–1666) war mit Ludwig XIII., König von Frankreich, dem Vater von König Ludwig XIV. und ihre Schwester Maria Anna von Spanien (1606–1646) war mit Ferdinand III., Kaiser des Heiligen Römischen Reiches und Vater von Kaiser Leopold I., verheiratet.
Zur Ende der Regierungszeit von König Philipp IV. schien die österreichische Nachfolge gesichert, da dieser 1665 in seinem Testament ausdrücklich die Erbfolge Frankreichs ausschloss und bestimmte, dass bei einem vorzeitigen Tod des kränklichen Infanten Karl II. seine Tochter, die Infantin Margarita Theresa von Spanien († 1673), die Gemahlin von Kaiser Leopold I., und nach ihr die Nachkommen seiner Schwester, der Infantin Maria Anna von Spanien (1606–1646), der Gemahlin von Kaiser Ferdinand III., das Erbe der spanischen Königreiche antreten sollten.
In Spanien regierte jedoch seit 1665 der inzwischen der Vormundschaft seiner Mutter Maria Anna von Österreich (1634–1696) entwachsene und kränkliche Sohn von König Philipp IV., Karl II., wodurch die spanische Erbfolge zu einem europäischen Zankapfel wurde.
König Karl II., wich von der klaren Linie seines Vaters deutlich ab, indem er in erster Ehe 1679 Marie Louise d’Orléans (1662; † 1689), die älteste Tochter von Herzog Philipp von Frankreich, Herzog von Orléans, der ein Bruder von König Ludwig XIV. von Frankreich war, und in zweiter Ehe 1690 Maria Anna Prinzessin von Pfalz-Neuburg (* 1667; † 16. Juli 1740) heiratete, die eine Tochter von Philipp Wilhelm Kurfürst von der Pfalz von 1685 bis 1690 war. Eine Beziehung zu Österreich bestand nur insofern, dass Karl II. zweite Ehefrau, eine Schwester der Gemahlin von Kaiser Leopold I., Eleonore Magdalene von Pfalz-Neuburg (* 1655; † 1720) und Mutter u. a. der Erzherzoge von Österreich – und potentiellen Erben der spanischen Krone – Joseph I. (* 1678; † 1711) und Karl (* 1685; † 1740) war.
Bei den Schwestern von König Karl II. – die wichtige Erbansprüche vermitteln konnten – war es Frankreich gelungen, die ältere Schwester von König Karl II., die Infantin Maria Teresa von Spanien (1638–1683), als Gemahlin für König Ludwig XIV. zu gewinnen, während sein österreichischer Gegenspieler Kaiser Leopold I. nur die jüngere Infantin Margarita Teresa (1651–1673) als Gemahlin bekam.

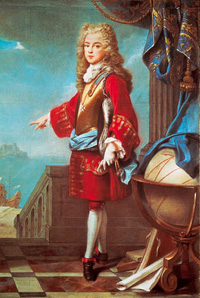
Kurprinz von Bayern Joseph Ferdinand

Unerwartet und für Wien irritierend war, dass plötzlich ein Urenkel mütterlicherseits des spanischen Königs Philipp IV., Joseph Ferdinand von Bayern (* 1692 in Wien; † 1699), sozusagen über Habsburg hinweg – zu einem aussichtsreichen Konkurrenten wurde. Dies, da er ein Sohn des Kurfürsten Maximilian II. Emanuel von Bayern und dessen erster Gemahlin Maria Antonia von Österreich, einer Tochter Kaiser Leopolds I. und seiner ersten Gemahlin Margarita Theresa von Spanien, und damit ein Urenkel von König Philipp IV. war.
Angesichts dieser Situation sollte Harrach unterstreichen, dass der Kaiser und Erzherzog Karl mit dem spanischen König um einen Grad näher blutsverwandt seien als König Ludwig XIV.
Darüber hinaus wäre das Bestehen grundlegender rechtlicher Hindernisse zu unterstreichen, denn in den Heiratsverträgen sowohl von Infantin Anna von Österreich (1601–1666) einer Tochter von Philipp III. von Spanien, die mit Ludwig XIII. vermählt war, als auch in dem von Infantin Maria Theresa, die mit König Ludwig XIV. vermählt war, gab es eindeutige Klauseln, in denen diese für sich und ihre Nachkommen ausdrücklich auf die spanische Erbfolge verzichtet hatten.
Auch sollte Harrach den König daran erinnern, dass man im Hause Österreich immer auf das Wohl des Gesamthauses geachtet habe, weshalb auch der König von dieser Tradition nicht abweichen solle. Anzubieten wären gegebenenfalls auch kaiserliche Hilfstruppen und die Entsendung eines kaiserlichen Prinzen nach Spanien auf Kosten des Kaisers.
Letztlich sollte Harrach auf die substantiellen Nachteile hinweisen, die dem Königreich Spanien durch einen Anschluss an Frankreich erwachsen würden, durch die Spanien zu einem provinziellen Anhängsel des französischen Königreiches degradiert werden würde.

### Am Hof von Madrid
Ausgestattet mit diesen Instruktionen verließ Harrach am 13. März 1697 Wien und begab sich über Florenz nach Madrid, wo er Ende Mai 1697 einlangte.
Am königlichen Hof von Madrid wurde Harrach als außerordentlicher Botschafter von Kaiser Leopold I. sowohl von König Karl II. als auch von der Königin Maria Anna von der Pfalz freundlich aufgenommen. Letztere war eine Tochter des Kurfürsten Philipp Wilhelm von der Pfalz und eine Schwester der Gemahlin von Kaiser Leopold I., Eleonore Magdalene von Pfalz-Neuburg (* 1655; † 1720) und damit eine Tante u. a. der Erzherzoge von Österreich – und potentiellen Erben der spanischen Krone – Joseph I. (* 1678; † 1711) und Karl (* 1685; † 1740). Zugleich übte sie nach dem Ableben ihrer Schwiegermutter, Königin Maria Anna (Erzherzogin von Österreich), vielfach auch deren Rolle als Regentin von Spanen aus und bezeichnete sich gelegentlich selbst auch als „erster Minister“ ihres Gemahls.
In der Sache zeigte sich König Karl II. gegenüber der Thronfolge von Erzherzog Karl grundsätzlich nicht abgeneigt, fand jedoch, dass dies einiger Vorbereitung und strengster Geheimhaltung bedürfe. Die Königin Maria Anna zeigte hingegen bei der ersten Privataudienz am 2. Juni 1697 großes Wohlwollen und bot Harrach ihre Unterstützung an. Zugleich gelang es Harrach, auch die Unterstützung der ersten Hofdame der Königin, der Gräfin Maria Josefa von Berlepsch, zu gewinnen.
In Madrid war der Hof in zwei Fraktionen gespalten – die eine war für, die andere gegen eine österreichische Lösung der Nachfolgefrage.
Während eines Großteils der Herrschaft von König Karl dominierte die pro-österreichische Fraktion unter der Leitung von der Mutter von König Karl II., der Königin-Witwe Maria Anna Erzherzogin von Österreich. Nach deren Tod im Jahre 1696 übernahm seine Gemahlin Maria Anna von der Pfalz diese Rolle, da ihre ältere Schwester Eleonore die dritte Gemahlin von Kaiser Leopold I. war.
Auf der anderen Seite stand ein Teil der Granden unter der Führung des Kardinal-Erzbischofs von Toledo, Luis Manuel Fernández de Portocarrero, der einen profranzösischen Kurs verfolgte.
In Spanien wurde Harrachs Auftritt von der gegen Österreich eingestellten Partei kritisch gesehen und – trotz strenger Geheimhaltung – ein Zusammenhang mit der Erbfolge vermutet. Dank Intervention der Königin konnte jedoch die im Staatsrat dominierende Opposition ruhiggestellt werden.

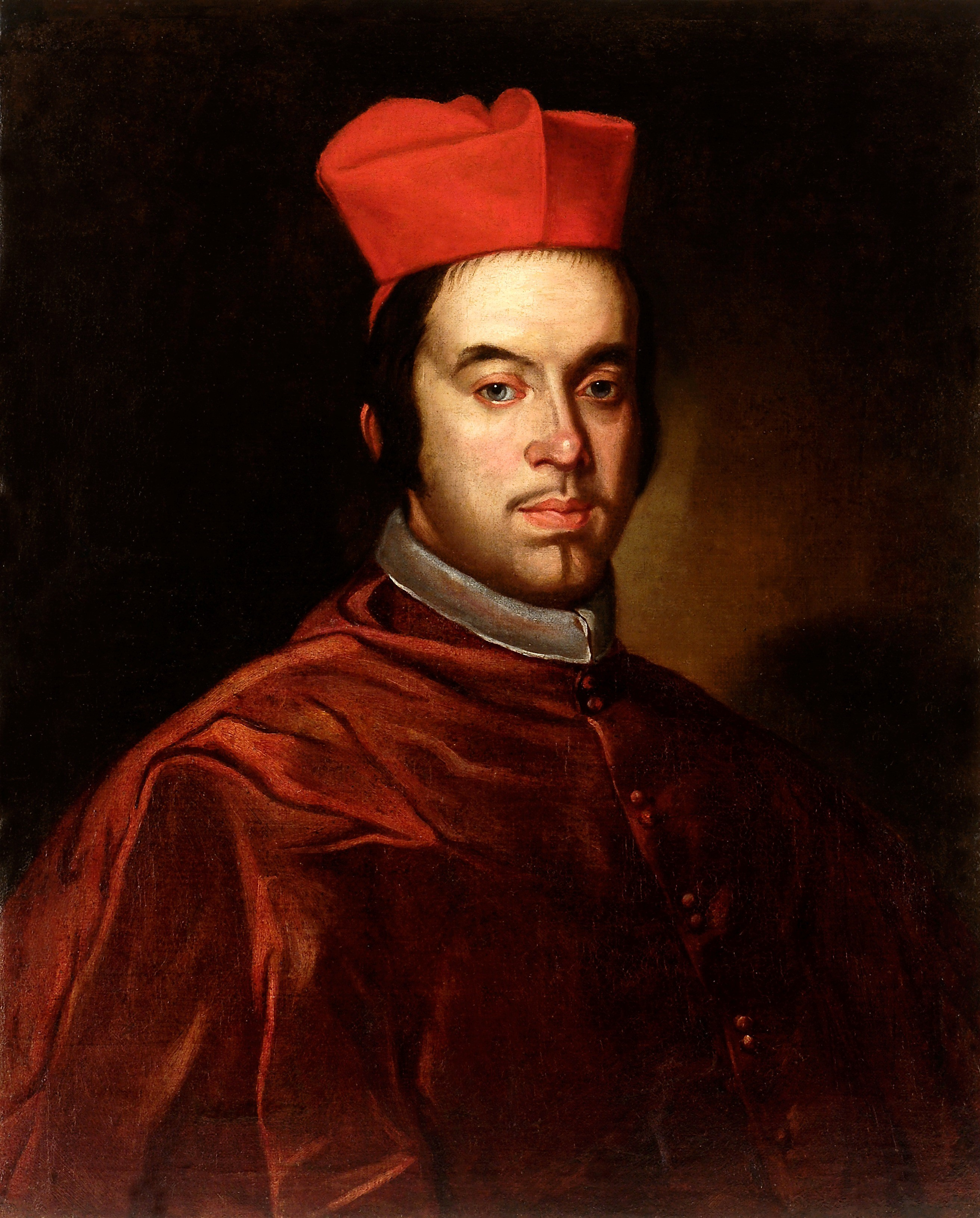
Porträt des Kardinals Luis Manuel Fernández de Portocarrero

Harrach bemühte sich daher darum, die wichtigsten Vertreter der gegen Österreich eingestellten Partei im Staatsrat und insbesondere den mächtigen Kardinal-Erzbischof von Toledo und Primas von Spanien (1677 bis 1709) für seine Sache zu gewinnen und mit der Königin auszusöhnen, was jedoch an der Heftigkeit der Königin scheiterte, die in weiten Kreisen Spaniens unpopulär war und als „deutsch, rothaarig und unsympatisch“ bezeichnet wurde.
Ein Durchbruch gelang Harrach, indem es ihm gelang, König Karl II. zu veranlassen, an Kaiser Leopold ein eigenhändiges Schreiben zu richten, in dem er die Einsetzung von Erzherzog Karl zum Thronerben in Aussicht stellte und den Wunsch aussprach, der Erzherzog möge nach Spanien kommen. Zugleich wurde um Entsendung von Hilfstruppen ersucht. Dieses Schreiben sandte Harrach Ende Juni 1697 durch seinen Sohn nach Wien, während er gleichzeitig im Auftrag der Königin eine Denkschrift für den Staatsrat ausarbeitete, in der er die Wichtigkeit der Reise des Erzherzogs Karl nach Spanien unterstrich.
Inzwischen trat jedoch von außen kommend die internationale Politik in den Vordergrund, da es im August 1697 zu einem Angriff französischer Truppen auf Spanien kam, die Barcelona besetzten. Spanien war daher zu einem Frieden mit Frankreich bereit.
Bereits zuvor hatten im Mai 1697 unter schwedischer Vermittlung bei Rijswijk Besprechungen begonnen, um den Neunjährigen Krieg durch die Wiener Große Allianz, bestehend aus Kaiser Leopold I., England, Spanien, Schweden, den Niederlanden, Kurbayern, Kursachsen, Kurbrandenburg etc., gegen Frankreich zu beenden. Schließlich wurde der Frieden von Rijswijk am 20/21. September 1697 abgeschlossen – allerdings ohne Kaiser Leopold I., da dort – entgegen österreichischen Bemühungen – die wichtige Frage der Thronfolge in Spanien nicht entschieden worden war. Erst im Oktober 1697 stimmte Wenzel Anton von Kaunitz-Rietberg (* 1711, † 1794) österreichischen Staatskanzler (1753–1792) dem Vertrag nachträglich zu.
Die bilateralen Verhandlungen Harrachs wegen der Thronfolge, der Entsendung österreichischer Truppen nach Barcelona wurden durch den Einfluss von Kardinal Portocarrero verzögert, wobei gleichzeitig die kaiserlichen Interessen durch die Kapitulation Spaniens von Barcelona gegenüber den französischen Truppen am 11. August und der folgende Frieden von Ryswick erheblich beeinträchtigt wurden.
Harrachs Bemühungen, die Interesses Spaniens durch eine Verstärkung der Truppen in Katalonien einen neuerlichen Angriff französischer Truppen zu verhindern, wurden im Staatsrat übergangen und ganz im Gegenteil im Oktober 1697 die kleine spanische Armee um die Hälfte reduziert.
In Wien fand man die Berichte Harrachs über die Wehrlosigkeit Spaniens nicht sehr überzeugend und hatte auch erhebliche Bedenken gegen die Entsendung von Erzherzog Karl und von österreichischen Hilfstruppen nach Spanien. Die Weisungen, die Harrach aus Wien erhielt, erschwerten daher seine Bemühungen, das spanische Erbe für Österreich zu sichern. Harrach machte auch Vorschläge zur Verbesserung des Regierungssystems und betrieb die Absetzung des Admirals Melgar und des Beichtvaters Pater Matilla durch andere, der österreichischen Sache ergebene Persönlichkeiten bezweckten hatten nicht den erhofften Erfolg. Das Projekt der Rückberufung des verbannten Oropesa scheiterte am schroffen Widerspruch der Königin. Harrach bedurfte seiner gesamten Gewandtheit, um einen völligen Bruch mit der Königin zu vermeiden.
Ende 1697 erkrankte Harrach – wohl zermürbt von den Grabenkämpfen am spanischen Hof. Nach seiner Genesung machte Harrach im Jänner 1698 den Fehler, die engste Vertraute der Königin die Gräfin Berlepsch durch Geschenke und Drohungen für die österreichische Sache zu gewinnen, wodurch er sich eine intrigante und gefährliche Feindin schuf.
Im Februar 1698 erkrankte König Karl II. schwer, sodass sein unmittelbares Ableben befürchtet wurde. Harrach bemühte sich, die verängstigte Königin davon zu überzeugen, dass sie den König aus der ränkevollen Umgebung bei Hof zur Erholung auf das Land bringen sollte. Dies war jedoch ebenso vergeblich wie seine Warnungen vor dem Einfluss von Kardinal Portocarrero und die Warnung, keinen der Vertreter der französischen und der bairischen alternativen Thronfolgeregelungen an den König heranzulassen. Der Königin versprach er baldige kaiserliche Hilfe und beschwor sie, alles zu versuchen, um König Karl II. zur Erstellung eines Testaments zu veranlassen, das Erzherzog Karl als Erben vorsah.
Anfang März 1698 berichtete Harrach nach Wien, dass es ihm wider Erwarten gelungen sei, die Rückberufung des Grafen von Oropesa, Manuel Joaquín Álvarez de Toledo, einem Gegner des Kardinal-Erzbischofs Portocarrero, zu erreichen, und dass er bezüglich des Obsiegens der kaiserlichen Sache optimistisch sei.
Als der König sich wieder erholte und der Einfluss seiner Gemahlin wieder stieg, rächte sich die Gräfin Berlepsch, indem sie Harrachs Mitwirkung bei der Rückberufung des Grafen Oropesa in gehässiger Weise der Königin mitteilte. Harrach verlor in der Folge die Unterstützung der Königin.
Als der Kaiser endlich dem Drängen Harrachs auf Entsendung von Erzherzog Karl und von Truppen nachgeben wollte, war es zu spät, denn nunmehr reichte dessen Einfluss bei den Mitgliedern des spanischen Staatsrates zu deren Umsetzung nicht mehr aus.
Harrach wusste daher, dass seine Mission letztlich gescheitert war, trotzdem ließ er der Königin nochmals eine Warnung über die schlimmen Folgen zukommen, die ein Abweichen von der kaiserlichen Linie für sie selbst bringen würde.
In seiner eigenen Sicht wären die ängstliche Politik des Kaisers und seine unzeitige Sparsamkeit neben dem Hochmut der Königin die Ursachen für das Scheitern seiner Mission gewesen.

### Obersthofmeister und erster Minister
Am 9. Oktober 1698 beendete Harrach seine Mission und reiste von Madrid ab. Zu seinem Nachfolger als Botschafter in Spanien wurde sein Sohn Aloys Thomas Raimund Graf von Harrach ernannt.
Angekommen in Wien wurde er 1698 bei der ersten Audienz von Kaiser Leopold I. als Nachfolger von Ferdinand Fürst von Dietrichstein, zum kaiserlichen Obersthofmeister ernannt, ein Amt, das Harrach bis zu seinem Tod im Jahre 1705 ausübte. Zugleich wurde er und damit Vorsitzender der Staatskonferenz und zum Leiter der Außenpolitik.
Zweifellos verfolgte er die weitere Entwicklung – und damit den schweren Rückschlag für die österreichischen Bemühungen- in der entscheidenden Frage der spanischen Thron auch in seiner neuen Funktion als erste Minister.
England und Frankreich hatten noch während Harrachs Mission in Madrid Geheimverhandlungen begannen, die dazu führten, dass der König von England Wilhelm III.von Oranien-Nassau – und Statthalter der Niederlande mit König Ludwig XIV. für Frankreich am 11. Oktober 1698 den Vertrag von Den Hag schlossen, der auch als der erste spanische Teilungsvertrag bekannt ist. Er sollte dazu dienen, Spanien und Österreich – die von den geheimen Verhandlungen ausgeschlossen waren – eine den Unterzeichnern genehme Lösung in der Nachfolgefrage aufzudrängen. Frankreich hatte dabei in den Verhandlungen vergeblich versucht, Louis de Bourbon, dauphin de Viennois – den einzigen legitimen Sohn von König Ludwig XIV. – zum Erben Spaniens zu machen, was jedoch am Widerstand Englands scheiterte, weshalb der sechsjährige Kurprinz Joseph Ferdinand von Bayern (* 28. Oktober 1692 in Wien; † 6. Februar 1699 in Brüssel) als Erbe des spanischen Imperiums bestimmt wurde. Er war der Sohn des Kurfürsten Maximilian II. Emanuel von Bayern und dessen erster Frau Maria Antonia von Österreich, einer Tochter Kaiser Leopolds I. und seiner ersten Gemahlin Margarita Theresa von Spanien. Joseph Ferdinand war somit mütterlicherseits ein Urenkel des spanischen Königs Philipp IV. Er sollte den Großteil des Spanischen Reiches erhalten, während der Rest zwischen Frankreich (die Königreiche Neapel und Sizilien) und Österreich (Herzogtum Mailand) aufgeteilt werden sollte.
Diese Lösung erschien zwar der Königin Maria Anna (als Prinzessin von der Pfalz) als ein akzeptabler Kompromiss, stieß jedoch in Spanien auf massiven Widerstand. König Karl II. widersetzte sich allerdings nur der Teilung seines Reiches und veröffentlichte am 14. November 1698 sein Testament, in dem er – ohne Rücksicht auf frühere Zusagen gegenüber Österreich – den Kurprinzen Joseph Ferdinand zum Erben – sämtlicher Territorien – der spanischen Monarchie ernannte und seine Gemahlin Maria Anna als Regentin während dessen Minderjährigkeit einsetzte.
Diese Kompromisslösung scheiterte jedoch, da der ausersehene Erbe – der sechsjährige Kurprinz Joseph Ferdinand von Bayern Im Februar 1699 plötzlich – vermutlich an den Pocken- verstarb.
Darauf kam es zu neuerlich zu bilateralen Verhandlungen, die zum Vertrag von London führten. Dabei kam es zu einer für Österreich günstigen Entwicklung, denn es wurde der Namen des verstorbenen Kurprinzen Joseph Ferdinand durch den von Erzherzog Karl von Österreich ersetzt und dieser damit als Erbe des spanischen Reiches vorgesehen. Er würde Spanien, die überseeischen Besitzungen und die Spanischen Niederlande erhalten. Frankreich sollte die Königreiche Neapel und Sizilien sowie das Herzogtum Mailand erhalten, und diese Besitzungen anschließend austauschen: Das Herzogtum Mailand gegen das Herzogtum Lothringen und die Königreiche Neapel und Sizilien mit Victor Amadeus Herzog von Savoyen gegen Nizza und Savoyen.
Leopold I. – wohl nicht ohne Mitwirkung seines ersten Ministers Graf Harrach – akzeptierte das Prinzip der Aufteilung Spaniens, widersetzte sich jedoch der Überlassung spanischer Territorien in Italien an Frankreich – insbesondere das strategisch wichtige Mailand, auch lehnte er den Transfer des Herzogtums Lothringen ab, das erst 1697 an den legitimen Erbherzog zurückgegeben worden war, der Leopolds Neffe war. Spanien lehnte hingegen jede Teilung ab. Daher stimmte letztlich weder Kaiser Leopold I. noch König Karl II. noch Herzog Viktor Amadeus II. von Savoyen dem Vertrag zu.
Inzwischen verschlechterte sich die Gesundheit des Königs dramatisch, worauf Premierminister Kardinal Portocarrero den König dazu überredete, statt Erzherzog Karl den Enkel von Ludwig XIV. Philipp von Anjou als Erbe einzusetzen und alle früheren Versionen seines letzten Willens zu zerstören.
König Karl II. starb schließlich im November 1700, worauf Spanien den Thron Philipp von Anjou anbot, der naturgemäß annahm und am 16. November 1700 als Philipp V. zum König von Spanien ausgerufen wurde. Das war der Auftakt zum Spanischen Erbfolgekrieg, der erst am 7. September 1714 durch den Frieden von Baden – und damit erst lange nach dem Tod Harrachs beendet wurde.
Harrach bewährte sich in der Folge als engster diskreter Berater, als ältester Minister, und als Obersthofmeister des Kaisers und ohne jedoch selbst politische Initiativen zu ergreifen.
Er war auch in der letzten Stunde bei seinem Kaiser.
So notierte Harrach in seinem Tagebuch am 17. April 1705, dass Kaiser Leopold I. zwar den Rat seiner Ärzte angenommen hatte und auf einen geplanten Jagdausflug bei Laxenburg verzichtet hatte, jedoch am nächsten Tag erste Anzeichen eines Herzinfarkts auftraten, da er einen schmerzhaften Druck auf der linken Brustseite, Atemnot und Appetitlosigkeit zeigte.
Am 5. Mai 1705, dem Sterbetag, erhielt der Kaiser in Gegenwart des Obersthofmeisters Harrach und des Oberstkämmerers vom Hofkaplan die letzte Ölung. Anschließend reichte ihm der Oberstkämmerer die Sterbekerze und der Beichtvater sprach die Sterbegebete.
Ein letzter öffentlicher Auftritt Harrachs erfolgte in hohem Alter am 22. September 1705 bei der Erbhuldigung der niederösterreichischen Stände gegenüber Kaiser Josef I. wo Ferdinand Bonaventura I. Reichsgraf von Harrach zu Rohrau in seiner Eigenschaft als Oberst -Erbland-Stallmeister in Erscheinung trat.
Er starb in Karlsbad in Böhmen, wo er an einer „Brunnenkur“ teilnahm, am 15. Juni 1706.

### Wertung
Eine Wertung Harrachs findet sich bei Frank Huss, wonach Harrach ein besonders liebenswürdiger, höflicher und taktvoller Mensch war, dem es jedoch bei all seiner Intelligenz an Entschlusskraft fehlte.
Zu berücksichtigen ist jedoch auch, dass ein voller Erfolg Harrachs in der spanischen Thronfolge von Beginn an fraglich war und äußere Einwirkungen, wie die akuten Interessen anderer europäischer Staaten letztlich erheblich wirksamer waren, als selbst die besten Bemühungen eines Botschafters.

## Besitz

### Herrschaften

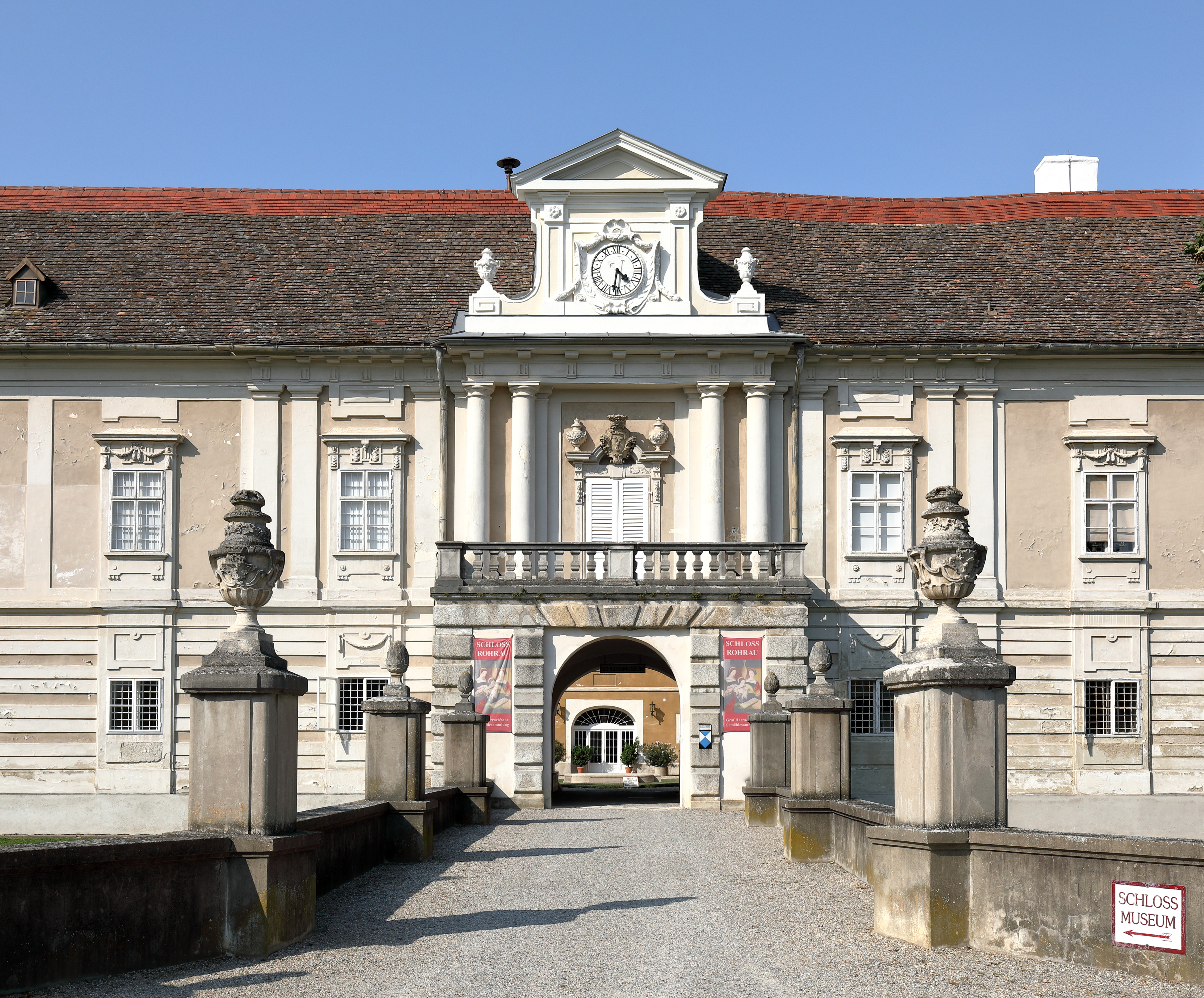
Rohrau – Schloss Harrach (1)

Ferdinand Bonaventura I. Reichsgraf von Harrach zu Rohrau war in Österreich Herr des Reichslehens Rohrau im Bezirk Bruck an der Leitha in Niederösterreich das bereits 1524 Leonhard III. von Harrach von Georg III. Graf von Montfort erworben hatte, das 1627 zugunsten seines Großvaters Graf Karl von Harrach, in eine Reichsgrafschaft erhoben worden war. Es gelang ihm, diesen bei der Übernahme sehr verschuldeten Besitz schuldenfrei zu machen.

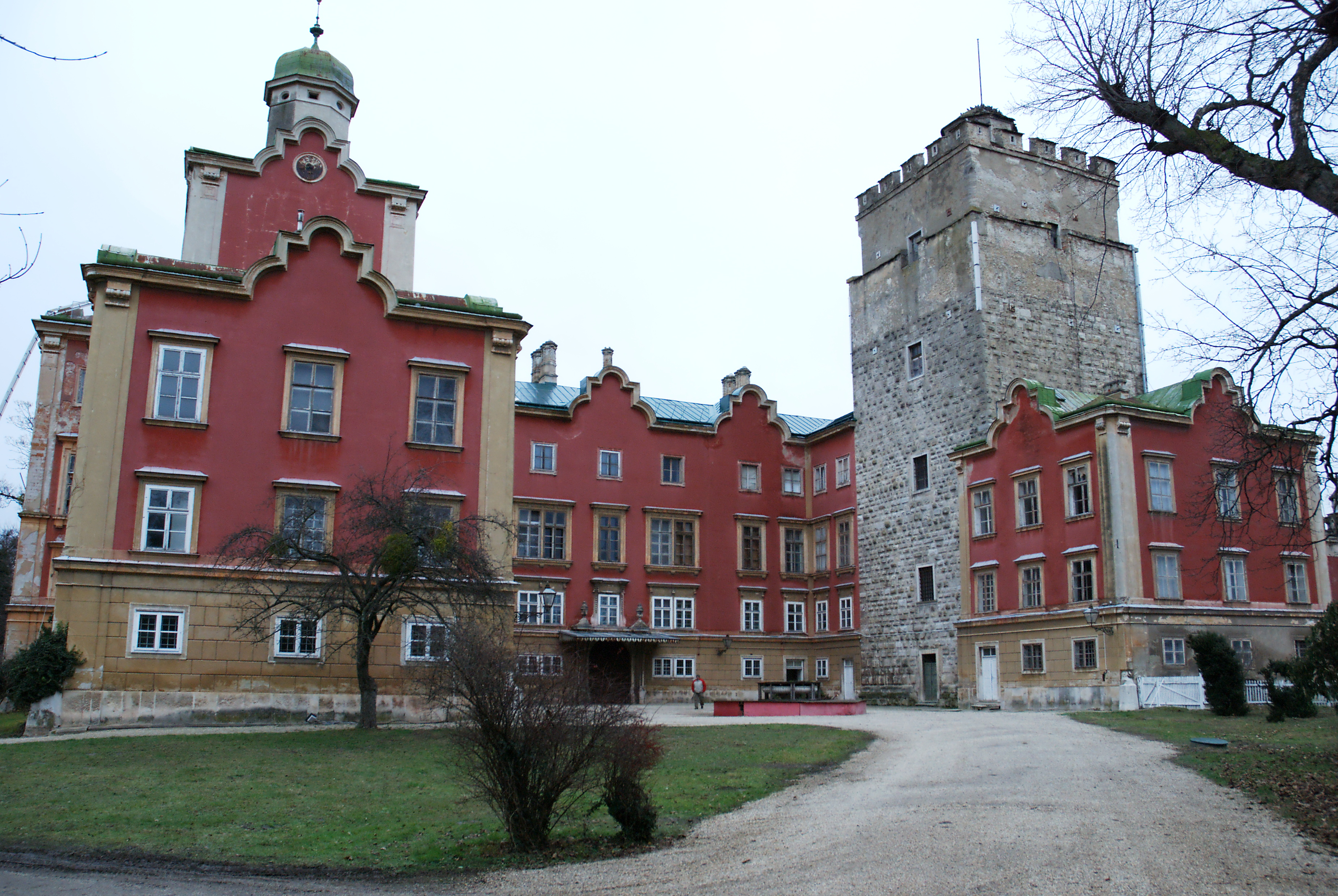
Schloss Bruck an der Leitha; Vorderseite

Er besaß auch die Herrschaft Bruck an der Leitha, die seit 1560 in Pfandbesitz und seit 1625 freies Eigen der Familie war samt der dortigen Maut und dem Umgeld zu Göttelsbrunn, und erwarb 1684 von seinem Cousin Leonhard Ulrich Graf von Harrach aus der älteren Linie seines Hauses durch einen Vergleich, den Kaiser Leopold I. in Schloss Laxenburg am 3. Mai 1688 bestätigte, die Herrschaften Stauff und Aschach (seit 1622 im Besitz der Familie) beide in Oberösterreich.

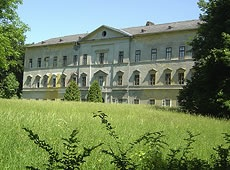
Schloss Aschach, Südseite

Um seinen Besitz für spätere Generationen zu erhalten, errichtete er am 4. Februar 1697 aus seinen Gütern einen Fideikommiss und ein Majorat, welches Kaiser Leopold I. am 14. März 1697 bestätigte.

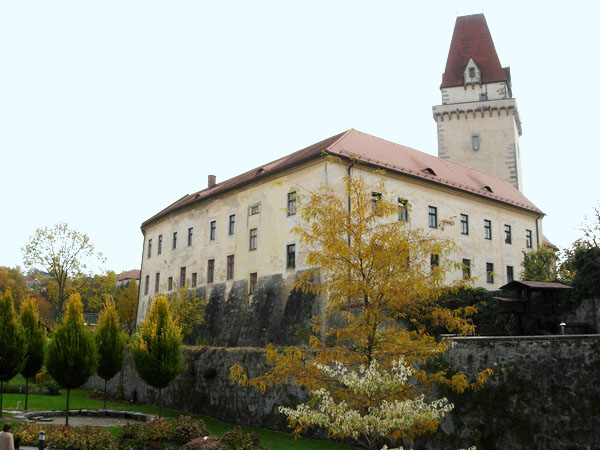
Schloss Freistadt

Am 25. September 1697 übertrug ihm Kaiser Leopold die Herrschaft Freistadt in Österreich ob der Enns, samt dem großen Freiwald und allen übrigen Zugehörungen pfandweise um den damals darauf haftenden Pfandschilling der Grafen Slavata von Chlum und Koschumberg in Höhe von 97.835 Gulden, die er lebenslänglich und nach ihm zwei Generationen seiner Nachkommen ohne Verrechnung der Einkünfte genießen sollten. Später brachte er die Herrschaft, die auf 300.000 Gulden geschätzt wurde laut Kauf- und Erbübergabebrief vom 31. Dezember 1700 in sein Eigentum, worauf er von der Hofkammer am 3. Juni 1701 in den Besitz eingeantwortet wurde. Er hat auch diesen Besitz in seinem Testament, das er zu Karlsbad am 12. Juni 1706 errichtete, diese Herrschaft seinem Fideikommiss einverleibt.
Im Königreich Böhmen besaß er die Herrschaften Branna, Wikowa, Stösser und erbte von seinem Schwager Karl Ferdinand Graf von Waldstein 1701 Jilemnice (deutsch: Starkenbach) eine Stadt und Herrschaft im Okres Semily, Liberecký kraj im Riesengebirge in Tschechien, wobei er zur Ergänzung dieses Besitzes 1701 den oberen Anteil und die Güter Rostock, Ponicklo etc. von Paul Freiherrn Harrant von Polschitz und Weseritzum 142.000 Gulden erkaufte.

### Palais Harrach

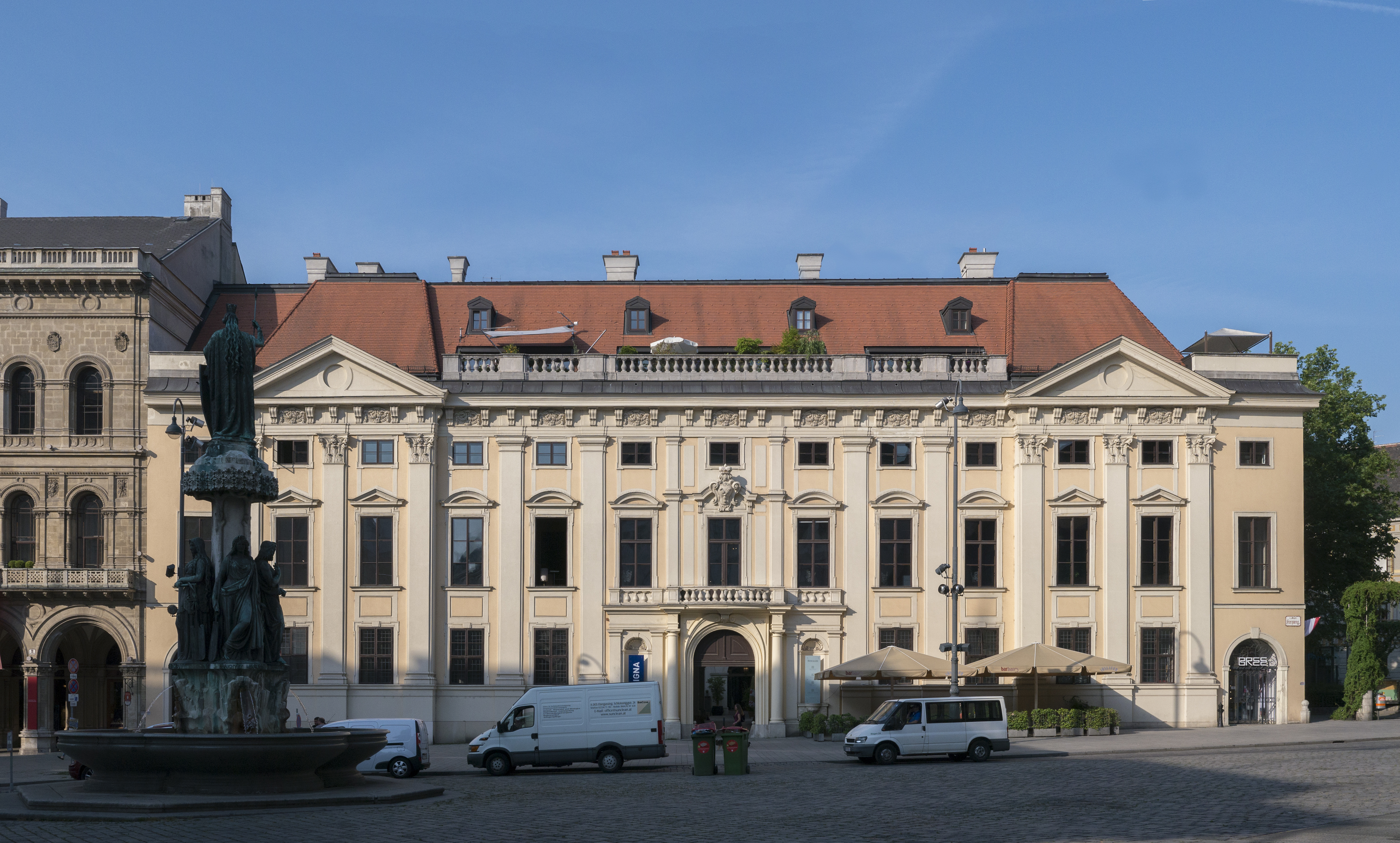
Palais Harrach

In Wien erwarb Graf Ferdinand Bonaventura I. im Jahre 1683 auf der Schottenbastei an der Freyung im ersten Wiener Gemeindebezirk Innere Stadt von Johann Ferdinand Fürst von Auersperg (* 1655; † 1705) dessen zur Brandruine gewordenes Palais das sich allerdings bereits 1628 im Besitz seines Großvaters des Grafen Karl von Harrach befunden hatte. Ferdinand Bonaventura I. ließ dort nach den Plänen des Architekten Christian Alexander Oedtl (um 1661–1737), mit nachträglichen Verbesserungen durch den römischen Architekten Domenico Martinelli (1650–1718) und ab 1701 durch Lucas von Hildebrandt (1668–1745) im Barockstil das Palais Harrach als Stadtresidenz erbauen, das 300 Jahre im Familienbesitz blieb.

## Ehe und Nachkommen

### Ehe

Stammwappen der von Lamberg

Johann Maximilian Reichsgraf von Lamberg (1648), Schwiegervater von Ferdinand I. Graf von Harrach

Ferdinand Bonaventura I. Graf von Harrach vermählte sich am 28. Oktober 1662 mit Johanna Theresia Gräfin von Lamberg, Sternkreuzordensdame (* getauft 30. Dezember 1639), die als Witwe im Alter von 77 Jahren am 3. Februar 1716 in Wien verstarb. Sie war eine Tochter von Johann Maximilian Reichsgraf von Lamberg Freiherr zu Ortenegg und Ottenstein (* 1608, † 1682), der – wie sein Schwiegersohn Harrach – ein kaiserlicher Diplomat und Minister, und Hauptverhandler und Unterzeichner des Westfälischen Friedens und auch einer der Vorgänger Harrachs als kaiserlicher Botschafter in Madrid. Und Ritter des Ordens vom Goldenen Vlies war. Er galt als „einer von denen größten und erfahrnsten Staats-Ministern des 17. Seculi“.
Graf Lamberg hatte in Wien am 25. Juli 1635 Rebecca Maria Judith Herrin von Wrbna und Freudenthal, k. k. Hofdame und Sternkreuzordensdame geheiratet, die eine Tochter von Georg dem Älteren von Wrbna und Freudenthal († im Exil, 20. Mai 1625), Herr auf Freudenthal, Helfenstein, Kwassitz, Leipnik, Weissenkirchen und Drahotusch, kaiserlicher Rat und Kämmerer, Mitglied des mährischen Direktoriums, von 1619 bis 1621 Obersterblandrichter der Markgrafschaft Mähren, aus dessen zweiter Ehe mit Helena von Wrbna, der Erbtochter von Albrecht dem Jüngeren Wrbna auf Gross-Herrlitz.

### Nachkommen

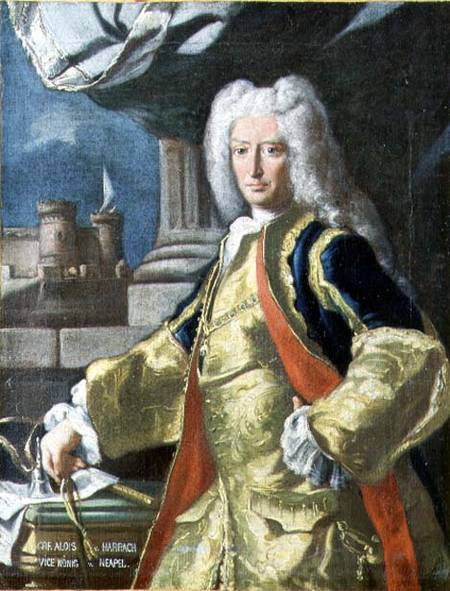
Alois Thomas Raimund Graf von Harrach

1. Karl Graf von Harrach (* 1. November 1662; † 1686) Er war kaiserlicher Hauptmann des Regiments Schärffenberg, unvermählt, nahm an der Belagerung der Festung Ofen teil und fiel 1686 in den Laufgräben vor der Festung.
2. Maria Josepha Gräfin von Harrach, (* Wien 14. Februar 1663; † Salzburg 14. Dezember 1741); ⚭ Johann Joseph Graf von Kuenburg (* Unter-Cerau 19. April 1652; † Salzburg 9. März 1726)
3. Franz Anton von Harrach (* 2. Oktober 1665 in Wien; † 18. Juli 1727 in Salzburg). Er wählte den geistlichen Stand, studierte in Rom Theologie und Kirchenrecht wurde Domherr zu Salzburg und Passau, war dann von 1702 bis 1706 Fürstbischof von Wien und war von 1709 bis 1727 einer der bedeutendsten Fürsterzbischöfe des Fürsterzbistums Salzburg, Legatus natus des Heiligen Stuhles und Primas von Deutschland und wurde von Kaiser Leopold I. ad personam in den Reichsfürstenstand erhoben. Er starb am 18. Juli 1727 in Salzburg.[31]
4. Aloys Thomas Raymund Graf von Harrach (* 7. März 1669; † 7. November 1742, begraben in der Familiengruft in der Augustiner Hofkirche in Wien.) Erbe des Fideikommisses, Oberst-Erbland-Stallmeister in Österreich unter und ob der Enns, k. k. wirklicher geheimer und Staats-Konferenzminister, Kämmerer, Landmarschall u. General-Landoberster in Österreich unter der Enns, 1697 Botschafter am königlichen Hof in Spanien, Vizekönig von Neapel und Sizilien von 1728 bis 1733. Er heiratete in erster Ehe am 22. April 1691 Maria Barbara Gräfin von Sternberg († 18. Juni 1694), eine Tochter von Wenzel Adalbert Graf von Sternberg oberster Landhofmeister im Königreich Böhmen († 1708) und der Clara Bernhardine von Maltzahn († 1719), in zweiter Ehe am 22. August 1695 Maria Anna Cäcilia Gräfin von Thannhausen, Sternkreuzordensdame, (* Graz 24. März 1674; † Wien 15. Februar 1721) Tochter des Reichsgrafen Grafen Johann Joseph Ignaz von Thannhausen auf Ober-Pettau, Semriach, Wachsenberg und Sturmberg, Obersterblandjägermeister in Steiermark, Erbtruchsess des Erzstiftes Salzburg und der Anna Truchsess von Wetzhausen[32] und in dritter Ehe am 8. Juni 1721 Maria Ernestina Gräfin von Dietrichstein (* 13. Juli 1683; † Wien 30. Jänner 1744), eine Tochter des Grafen Philipp Sigismund Graf von Dietrichstein (ohne Kinder)
  1. (aus 1. Ehe) Gräfin Maria Philippine Josepha Gräfin von Harrach (* Wien 9. Jänner 1693; † Prag 2. April 1763); ⚭.Graf Johann Franz von Thun und Hohenstein (* 16. Juni 1686; † 30. Juni 1720) Stammvater der Linien zu Klösterle, zu Tetschen, zu Choltic und zu Benatek-Ronsberg[33]
  2. (aus 2. Ehe) Friedrich August Gervasius Protasius Graf von Harrach, (* Wien 18. Juni 1696; † Wien 4. Juni 1749; ⚭ 1719 Maria Eleonore Karolina Prinzessin von und zu Liechtenstein (* 1703; † ca. 18. Juli 1757), Schwester des Fürsten Jo s e p h I. Johann Adam († 1732), Tochter des Fürsten Anton Florian v. u. z. Lichtenstein († 1721), des ersten regierenden Fürsten des Reichsfürstentums Liechtenstein und näheren Stammvater des Hauses)
  3. Maria Anna Gräfin von Harrach, (* 21. Oktober 1698; † 14. September 1758) ⚭ I. Ludwig von Rabatta; ⚭ II. Zikmund Gustav Hrzan von Harasov († 21. Dezember 1763)
  4. Karl Joseph Gervasius Graf von Harrach (* 19. Juni 1700; † Passau 20. Juni 1714)
  5. Maria Aloysia Gräfin von Harrach (* 13. Jänner 1702; † 16. Mai 1775; ⚭ 13. Februar 1721 (dessen 2. Ehe) Franz Anton 3. Fürst zu Lamberg (* 30. September 1678; † 23. August 1759))[34]
  6. Wenzel Leopold Joseph Stanislaus Graf von Harrach (* 13. November 1703; † fällt bei Parma 29. Juni 1734)
  7. Johann Ernst Emanuel Joseph Graf von Harrach (* 9. April 1705; † Rom 17. Dezember 1739) Bischof von Neutra (1737–1739)
  8. Ferdinand Bonaventura II . Graf von Harrach (* 11. April 1708; † 28. Jänner 1778) ⚭ I. Maria Elisabeth Gräfin von Gallas, eine Tochter des Vizekönigs in Neapel, Graf Johann Wenzel von Gallas; ⚭ II. 9. Oktober 1740 seine Cousine Maria Rosa Gräfin von Harrach (* 20. August 1721; † 29. August 1785); Tochter von Graf Friedrich August (siehe oben)
    1. Maria Rosalia Gräfin von Harrach (* aus 2. Ehe, Wien 25. November 1758; † Wien 31. März 1814; ⚭ Wien 23. April 1777 Joseph Ernst 4. Fürst Kinsky von Wchinitz u.Tettau (* Wien 12. Jänner 1751; † Prag 11. August 1798)) (näherer Stammvater der Fürsten Kinsky)
5. Maria Josepha Gräfin von Harrach, (* Wien 14. Februar 1663; † Salzburg 14. Dezember 1741) ⚭ Johann Joseph Graf von Khüenburg (* Unter-Cerau 19. April 1652; † Salzburg 9. März 1726)
6. Maria Rosa Angelika Gräfin von Harrach, (* 23. Februar 1674; † 30. August 1742),[35] ⚭ 18. Juli 1700 Philipp Karl Emanuel Fürst von Longueval Graf von Bouquoy, (* 1673; † Wien 4. März 1703) (kinderlos)
7. Johann Joseph Graf von Harrach (* 22. Oktober 1678; † 8. August 1764) war ab 1712 Ritter des Deutschen Ordens, wurde Großkommandeur der Ballei Österreich, Ordenskomtur zu Wien, Wiener Neustadt, Graz und Linz, war wirklicher geheimer Staats-Konferenzrat, Kämmerer und Hof-Kriegsratspräsident, Generalfeldmarschall und Oberst eines Regiments zu Fuß. Er kämpfte in Kriegen im Deutschen Reich, in Ungarn und in Italien und starb mit 86 Jahren am 8. August 1764 und wurde in der Deutschordenskirche in Wien, St. Elisabeth begraben.

### Vorfahren

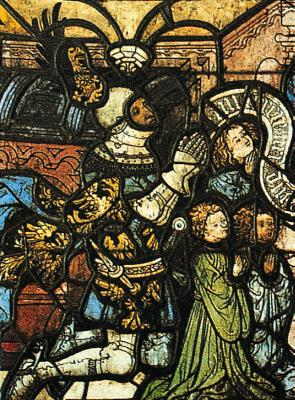
Ernst der Eiserne

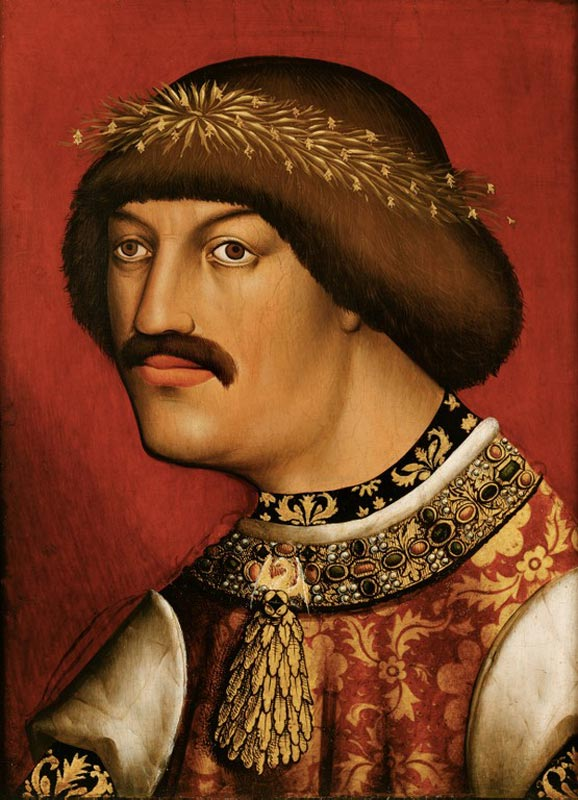
Albrecht II. von Habsburg

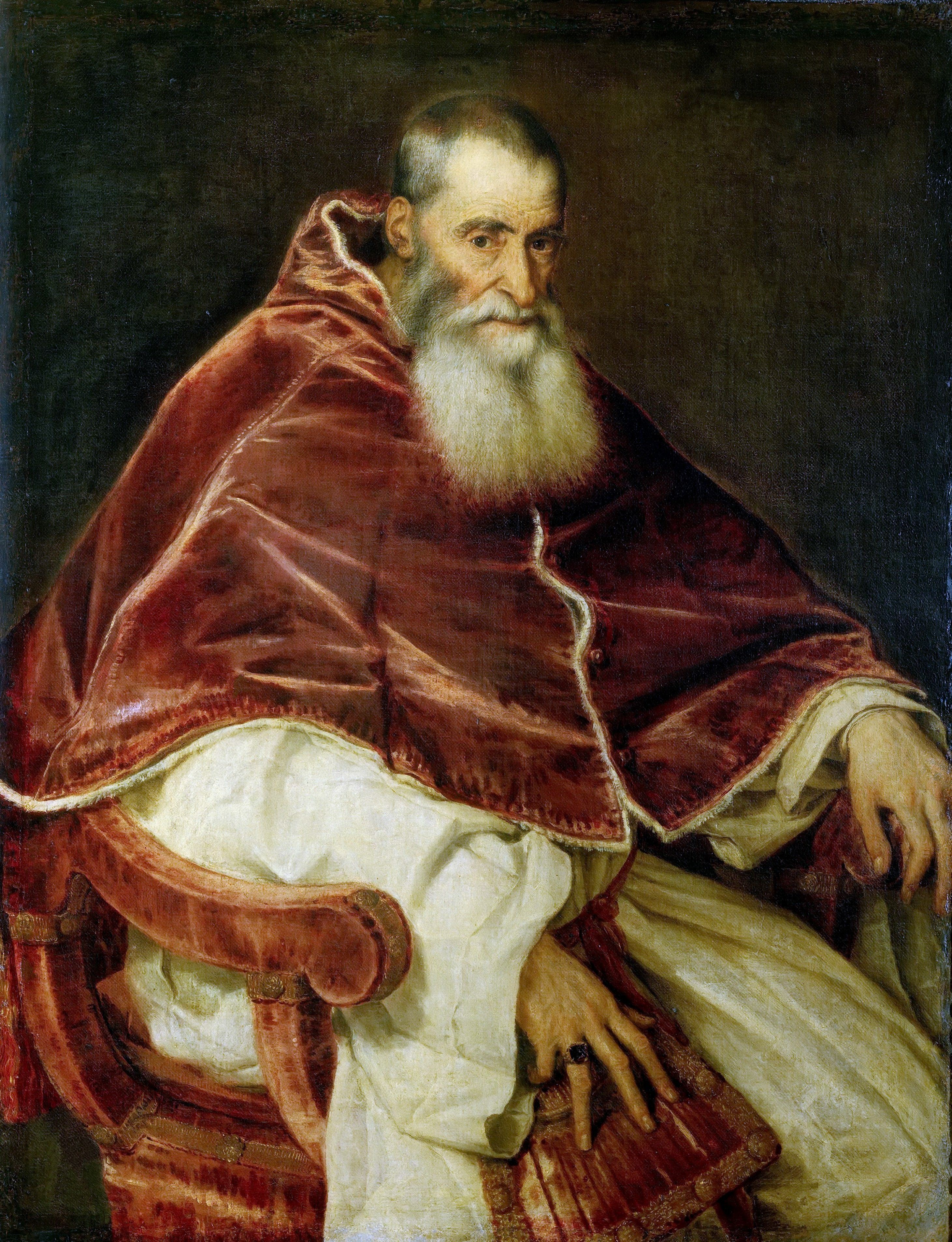
Tizian: Papst Paul III. Farnese

1. Ferdinand Bonaventura I. Reichsgraf von Harrach (1636–1706)
Eltern:
2. Otto Friedrich Reichsgraf von Harrach (1610–1639)
3. Lavinia Gonzaga Gräfin von Novellara †1639
Großeltern:
4. Karl I. Reichsgraf von Harrach (1570–1628)
5. Maria Elisabeth Freiin von Schrattenbach (1575–1653)
6. Camillo Gonzaga, conte di Novellara (1581–1650)
7. Caterina d'Avalos d’Aquino d’Aragona (1586–1618)
Urgroßeltern:
8. Leonhard V. von Harrach Reichsfreiherr zu Rohrau (1542–1597)
9. Maria Jakobäa Gräfin von Hohenzollern (1549–1578)
10. Maximilian von Schrattenbach Freiherr zu Heggenberg und Osterwitz (1537–1618)
11. Anna Grasswein von Weyer und Orth
12. Alfonso I. Gonzaga, conte di Novellara (1529–1589)
13. Vittoria di Capua †1627
14. Alfonso Felice d’Avalos  d’Aquino d’Aragona principe di Francavilla (1564–1593)
15. Lavinia della Rovere principessa di Urbino (1558–1632)
Ururgroßeltern:
16. Leonhard IV. Von Harrach Reichsfreiherr zu Rohrau (1514–1590)
17. Barbara von Windisch-Graetz  (†1580)
18. Karl I. Graf von Hohenzollern (1516–1576)
19. Anna Markgräfin von Baden-Durlach (1512–1579)
20. Pankraz von Schrattenbach (†1559)
21. Elisabeth Sauer von Kosiak, Frau auf Heggenberg (†1571)
22. Wilhelm Grasswein auf Weyer und Orth
23. Helena von  Herberstein
24. Alessandro Gonzaga, conte di Novellara (†1530)
25. Costanza da Correggio (†1563)
26. Giovanni Tommaso di Capua, marchese della Torre di Francolise (†1562)
27. Faustina  Colonna
28. Ferrante Francesco d' Avalos, principe di Francavilla (1531–1571)
29. Isabella Gonzaga, principessa di Mantova (1537–1579)
30. Guidobaldo II. della Rovere, Herzog von Urbino  (1514–1574)
31. Vittoria Farnese principessa di Parma e Piacenza (1521–1602)
Geht man in der Ahnentafel noch etwas weiter zurück, dann finden sich im väterlichen Teil der Ahnentafel auch Mitglieder des Hauses Österreich, wie Ernst der Eiserne Herzog von Österreich in Steier(mark), Kärnten und Krain († 1424) und Albrecht V. Herzog von Österreich, von Steiermark und von Krain, König von Böhmen und König von Ungarn aber auch Albrecht Achilles Kurfürst von Brandenburg († 1486) Karl Markgraf von Baden († 1475) und Kasimir IV. König von Polen und Großfürst von Litauen († 1492)
Im mütterlichen – italienischen – Teil der Ahnentafel findet man weiter zurück u. a. die Herzoge von Mantua, von Urbino sowie von Parma und sogar einen bedeutenden Papst: Paul III. Farnese, der von 1534 bis 1549 regierte und der Vorfahre der Herzoge von Parma und Piacenza war.